# Adrienne La Russa

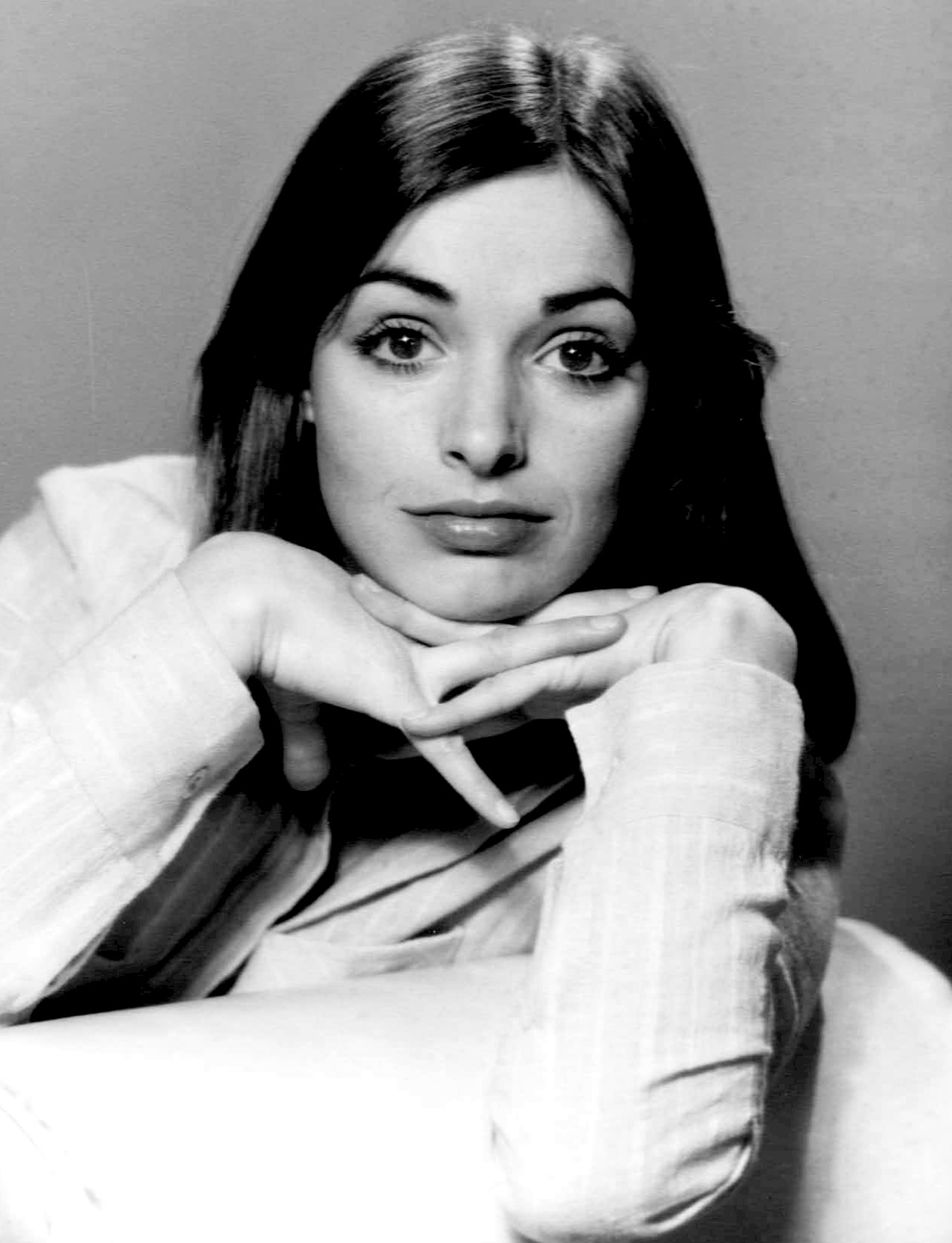
Adrienne La Russa im Jahr 1975

Adrienne La Russa (* 15. Mai 1948 in Brooklyn, New York City, New York) ist eine US-amerikanische Schauspielerin, die vor allem durch ihre Rolle der „Brooke Hamilton“ in der Fernsehserie Zeit der Sehnsucht bekannt ist.

## Leben und Karriere
Adrienne La Russa wurde 1948 in New York geboren. Ein Freund aus ihren Kindheitstagen war der spätere Schauspielkollege Henry Winkler. Später absolvierte sie die Cold Spring Harbor Highschool in Cold Spring, New York.
Ihre erste Filmrolle spielte La Russa 1968 als Kitty in La pecora nera. Ihre erste bekannte Rolle bekam sie 1969 in Die Nackte und der Kardinal, in der sie den Part der Beatrice Cenci übernahm. 1974 versuchte La Russa ihr Glück beim Fernsehen; in einer Folge der Fernsehserie Die Straßen von San Francisco. 1975 bis 1977 spielte sie ihre heute bekannteste Rolle, die der intriganten Brooke Hamilton, in 265 Episoden der Fernsehserie Zeit der Sehnsucht. La Russa war in dieser Zeit eine der bekanntesten „Bad Girls“ der Seifenopern der 1970er Jahre. Im Jahr 1976 spielte sie Helen in Der Mann, der vom Himmel fiel.
Ihren letzten Auftritt vor der Kamera hatte La Russa 1991 als Mary Powell in einer Folge der Fernsehserie Jake und McCabe – Durch dick und dünn.

## Privatleben
Ihre am 31. Mai 1984 geschlossene Ehe mit Steven Seagal wurde im selben Jahr annulliert. Am 31. Dezember 1987 schloss sie mit Robert French den Bund fürs Leben, mit dem sie bis heute verheiratet ist.
2008 war La Russa als Immobilienmaklerin bei Keller Williams in Beverly Hills aktiv.

## Filmografie
- 1968: La pecora nera
- 1969: Salvare la faccia
- 1969: Die Nackte und der Kardinal
- 1973: Keep It in the Family
- 1974: Die Straßen von San Francisco (Fernsehserie, 1 Folge)
- 1974: The Manhunter (Fernsehserie, 1 Folge)
- 1975: Ein Sheriff in New York (Fernsehserie, 1 Folge)
- 1975–1977: Zeit der Sehnsucht (Fernsehserie, 265 Folgen)
- 1976: Der Mann, der vom Himmel fiel
- 1976: Hanno ucciso un altro bandito
- 1977: Baretta (Fernsehserie, 1 Folge)
- 1977: Logan’s Run (Fernsehserie, 1 Folge)
- 1978: Project U.F.O. (Fernsehserie, 1 Folge)
- 1978: The Amazing Spider-Man (Fernsehserie, 1 Folge)
- 1978: Die Zwei mit dem Dreh (Fernsehserie, 1 Folge)
- 1978: Solo mit Trompete
- 1978–1979: Colorado Saga (Miniserie, 3 Folgen)
- 1979: Drei Engel für Charlie (Fernsehserie, 1 Folge)
- 1979: A Man Called Sloan (Fernsehserie, 1 Folge)
- 1981: Sheriff Lobo (Fernsehserie, 1 Folge)
- 1982: Terror at Alcatraz (Fernsehfilm)
- 1983: General Hospital (Fernsehserie, 6 Folgen)
- 1991: Jake und McCabe – Durch dick und dünn (Fernsehserie, 1 Folge)